# Saint-Denis-lès-Rebais
Saint-Denis-lès-Rebais ist eine französische Gemeinde mit 989 Einwohnern (Stand: 1. Januar 2022) im Département Seine-et-Marne in der Region Île-de-France. Sie gehört zum Arrondissement Provins und zum Kanton Coulommiers (bis 2015: Kanton Rebais). Die Einwohner nennen sich Dionysiens.

## Lage
Saint-Denis-lès-Rebais liegt etwa 63 Kilometer östlich von Paris. Umgeben wird Saint-Denis-lès-Rebais von den Nachbargemeinden Doue im Norden und Nordwesten, Rebais im Osten und Nordosten, Saint-Rémy-la-Vanne im Südosten, Saint-Siméon im Süden, Chauffry im Süden und Südwesten, Boissy-le-Châtel im Südwesten sowie Saint-Germain-sous-Doue im Westen.

## Bevölkerungsentwicklung
| Jahr                      | 1962 | 1968 | 1975 | 1982 | 1990 | 1999 | 2006 | 2013 |
| Einwohner                 | 419  | 378  | 409  | 564  | 716  | 780  | 897  | 936  |
| Quelle: Cassini und INSEE |      |      |      |      |      |      |      |      |

## Sehenswürdigkeiten

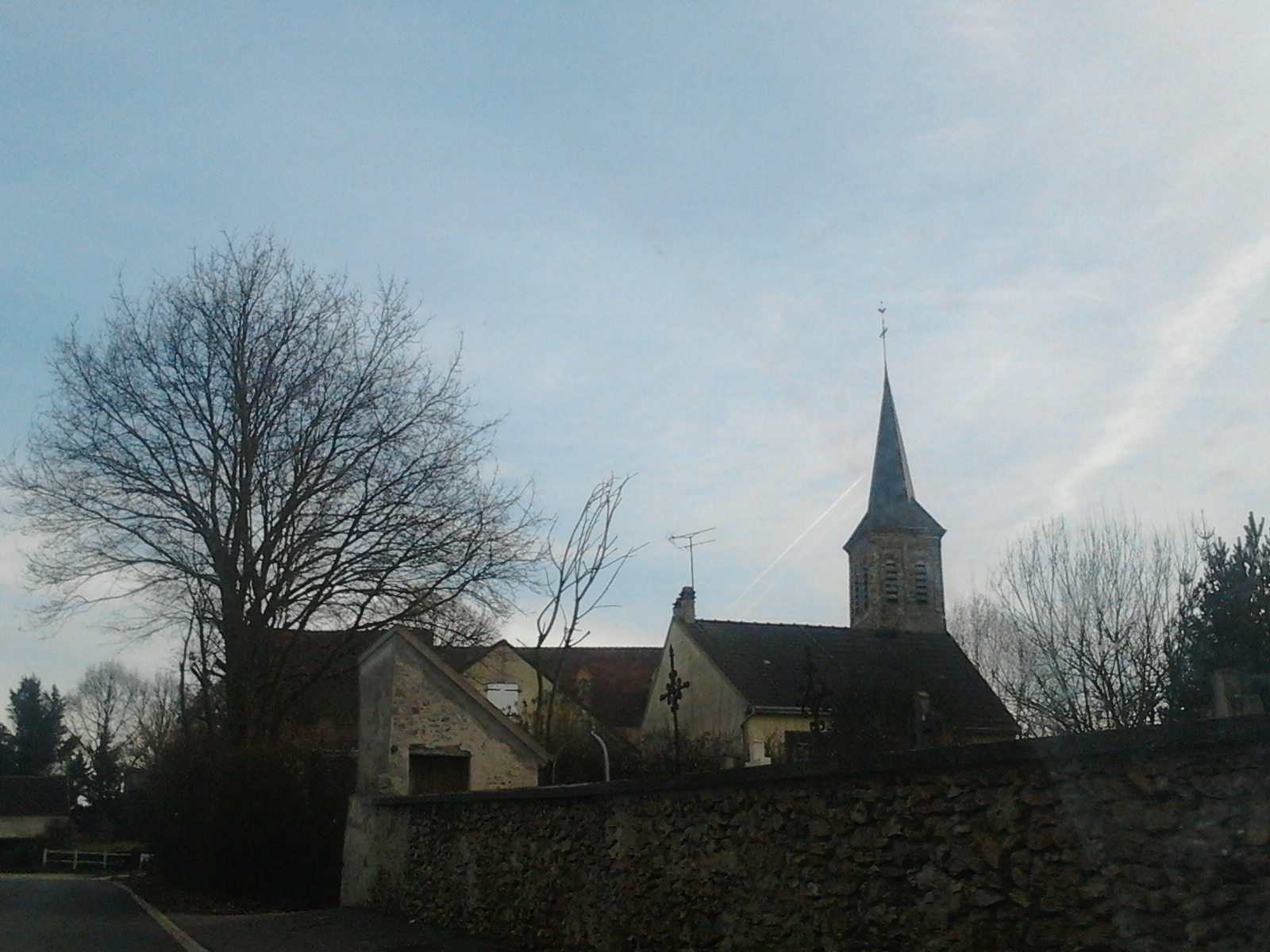
Kirche

- Kirche aus dem 13. Jahrhundert
- Protestantische Kirche von 1858